# Andreas Claudii
Andreas Claudii, född 1561 i Norrköping, död 24 november 1607 i Vadstena församling, var en svensk präst.

## Biografi
Claudii föddes 1561 i Norrköping. Han var son till rektorn i Söderköping. Claudii prästvigdes 1584 och blev 1590 kyrkoherde i Kimstads församling. Han skrev under Uppsala möte 1593. Claudii dömdes till döden på grund av ett samlag med en blind kvinna. Han avrättades genom halshuggning på Vadstena torg 1607.

### Familj
Claudii gifte sig 1584 med Anna Rasmusdotter. Hon var dotter till kyrkoherden i Östra Eneby församling. De fick tillsammans sonen Claudius Andreæ (1585–1635) som senare blev präst och kyrkoherde i Östra Eneby församling.